# Kent Mercker

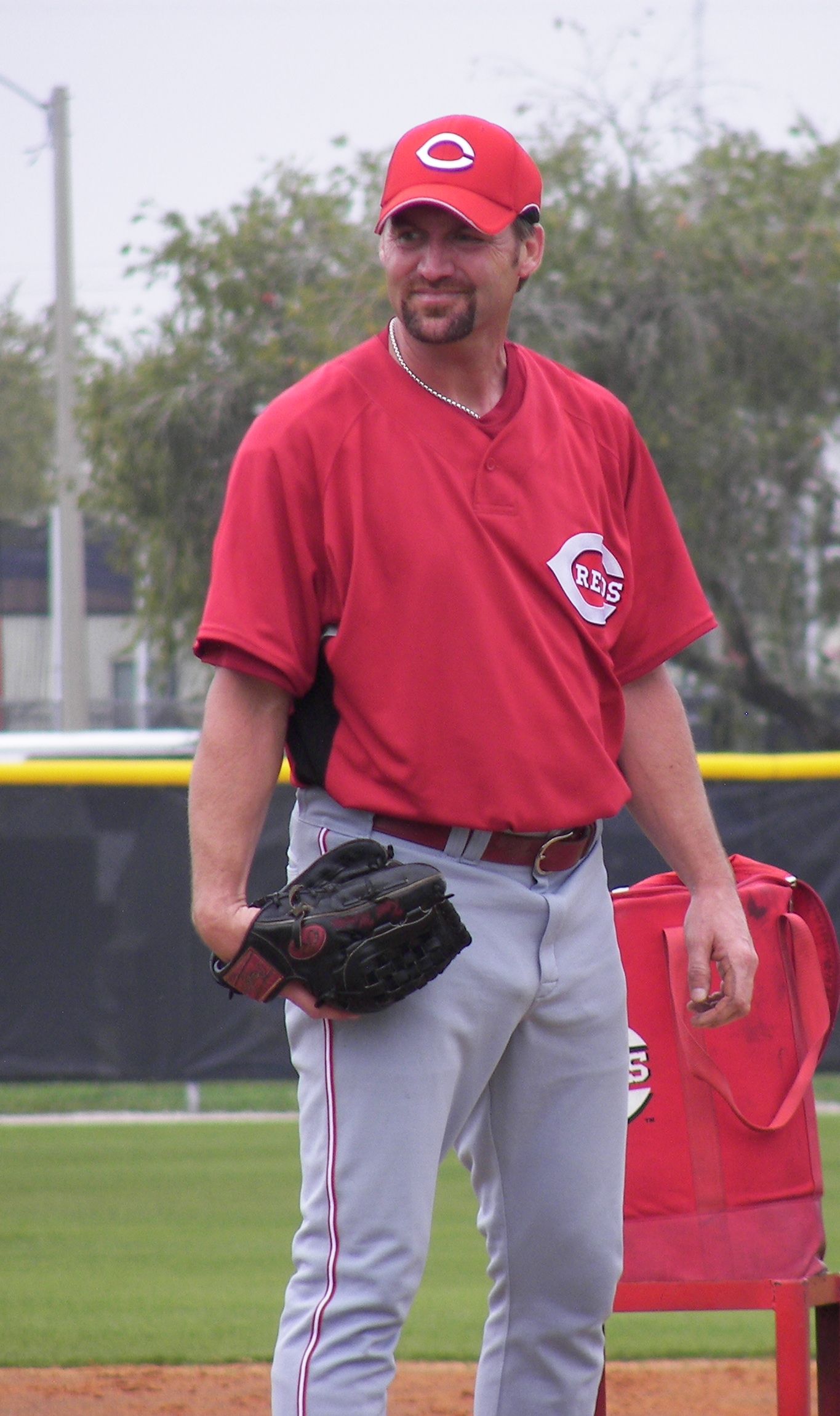
Imagem do ex-jogador de beisebol norte-americano Kent Mercker.

Kent Mercker é um ex-jogador profissional de beisebol norte-americano.

## Carreira
Kent Mercker foi campeão da World Series 1995 jogando pelo Atlanta Braves. Na série de partidas decisiva, sua equipe venceu o Cleveland Indians por 4 jogos a 2.